# Собор Святого Стефана в Прато
Собор Санто-Стефано (итал. La cattedrale di Santo Stefano) — главная католическая святыня Прато, второго по величине после Флоренции города Тосканы. Кафедральный собор расположен на главной площади города Пьяцца дель Дуомо. Освящён во имя святого первомученика Стефана. В июле 1996 года папа Иоанн Павел II присвоил собору статус малой базилики.
Собор является выдающимся памятником истории и культуры Италии, знаменит творчеством выдающихся художников эпохи итальянского Возрождения: скульпторов Микелоццо ди Бартоломео, Донателло и циклом фресок фра Филиппо Липпи.

## История
Церковь на месте современного собора упоминается ещё в X веке как приходская церковь Санто-Стефано, но, существуя по крайней мере с VI века, она была главной церковью Борго-аль-Корнио, первоначального поселения Прато. Отреставрированный между X и XV веками, собор выглядит цельным благодаря сбалансированной чистоте своих объёмов и характерной для архитектуры Тосканы яркой двухцветной окраске чередующихся полос облицовки белого альберезе (ит.) и тёмного змеевика — зелёного «мрамора Прато» (ит.).

Излюбленный в Тоскане мотив облицовки — чередующиеся полосы белого и тёмного мрамора — нигде не выражен так ярко, как здесь. Вместе со своей тоненькой и высокой полосатой кампаниле этот небольшой собор производит впечатление чрезвычайной искренности и подлинности. Строителям фасада флорентийской Санта Мария дель Фьоре следовало бы поучиться здесь. Но у флорентийского Дуомо нет, кроме того, такой кафедры, какую соорудили здесь на углу Микелоццо и Донателло. Внутри собор поражает необыкновенно суженными пропорциями. Чередование белых и черных полос приводит здесь к серьёзности, почти мрачности общего впечатления. Можно подумать, что суровая простота этого храма повлияла даже на легкомысленного фра Филиппо Липпи, когда он писал здесь в хоре свои фрески
Период расширения и реконструкции храма начался в XII веке. Строительство кампанилы (колокольни) началось в начале XIII века, за исключением последней кельи наверху, которая была завершена в 1356 году. В XIV веке из-за растущей популярности реликвии Святого Пояса Девы Марии (Sacra Cintola) — здание было расширено. По одной из версий, реликвия была привезена в Прато из Иерусалима в 1141 году итальянским торговцем Микеле Дагомари. В первой половине XII века был построен трансепт (возможно, по проекту Джованни Пизано), а во второй половине была возведена Капелла Пояса (la Cappella della Cintola) и начато строительство нового фасада, которое было завершено только в 1456 году. Кроме того, здания перед фасадом были снесены, чтобы создать новую, большую площадь для размещения людей по случаю демонстрации священной реликвии.

## Архитектура
Первый фасад XIII века, частично видимый через полость под нынешним фасадом, — работа мастера Гвидетто (ит.). Существующий фасад в стиле поздней интернациональной готики (1386—1457) работы Никколо ди Пьеро Ламберти по прозванию Иль Пела (il Pela), облицован полосами белого (пьетра альберезе) и тёмно-зелёного мрамора (прато), что создает характерный двухцветный образ. Фасад имеет один портал и большие часы в верхней части вместо традиционного окна-розы.
В люнете над главным входом помещён горельеф из цветной майолики работы мастерской Андреа делла Роббиа, изображающий Мадонну с Младенцем между святыми Стефаном и Лаврентием.
Часы, изготовленные примерно в середине XV века, были оснащены оригинальным механизмом с куклой-ребёнком, которая отбивала часы (упоминается в тексте 1480 года, написанном по случаю ремонта). В течение следующих двух столетий часы были окончательно заменены новым механизмом, созданным в 1795 году часовщиком из Прато Доменико Магери, о чём свидетельствует табличка, прикреплённая к раме, на которой написано: «A.M. D.P. Dominicus Magheri Pratensis fecit Anno Domini 1795 — volat ambiguis volubilis alis hora» («A.M. Д.П. Доминик Магери Пратенсис совершил в год от Рождества Христова 1795 — двусмысленное бегство в то время»). На циферблате по-прежнему сохранились 24 римские цифры часов XV века, хотя теперь их закрывают 12 римских цифр, выполненных рельефными из бронзы. На циферблате внутри собора, на контрфасаде, изображены всего шесть римских цифр. К часам также прикреплён колокол, сохранившийся в настоящее время на вершине фасада и отлитый пистойцем Якопо Кари в 1795 году.
По правой боковой стороне собора, отреставрированной около 1160 года, находятся два портала, украшенные инкрустацией (с не расшифрованными символами), и изящная колокольня начала XIII века (спроектированная мастером Гвидетто). Колокольня высотой 46 метров является самым высоким зданием в Прато. Колокольня должна была быть украшенной шпилями. Также с правой стороны находятся небольшие солнечные часы, которые показывают полдень во время солнцестояний и состоят только из гномона и линии меридиана.
На колокольне находится пять колоколов. Они выполнены в гамме B2 минор, все датируются XVIII веком и были изготовлены членами семьи Морени, известными флорентийскими мастерами. Самый большой колокол («Гросса» или «Дондолона») отлит Якопо да Серавецца в 1601 году и впоследствии отреставрирован Джованни Доменико Морени в 1756 году (он весит 2400 кг). С колоколами связана традиция, которая действует и по сей день: торжественный звон накануне главных литургических торжеств, известный в Прато как «Grande Doppio». Это звон, длящийся около девяти минут, в течение которого бронзовые колокола сначала поют по одному, а затем завершаются пленумом, то есть одновременным звоном всех колоколов.
Одной из главных особенностей собора в Прато является угловая внешняя кафедра. Она создана между 1428 и 1438 годами архитектором и скульптором Микелоццо ди Бартоломео, и оформлена рельефами выдающегося скульптора эпохи Возрождения, Донателло. Кафедра была создана для публичной демонстрации особо ценной реликвии: Святого Пояса Мадонны, которая до настоящего времени демонстрируется в праздник Рождества Девы Марии и на Пасху. На позолоченной бронзовой капители у основания ряд концентрических колец из белого мрамора поддерживает парапет с фигурками танцующих путти (копии, оригинальные рельефы хранятся в Музее произведений искусства Собора). Кафедру венчает элегантный зонтичный балдахин.

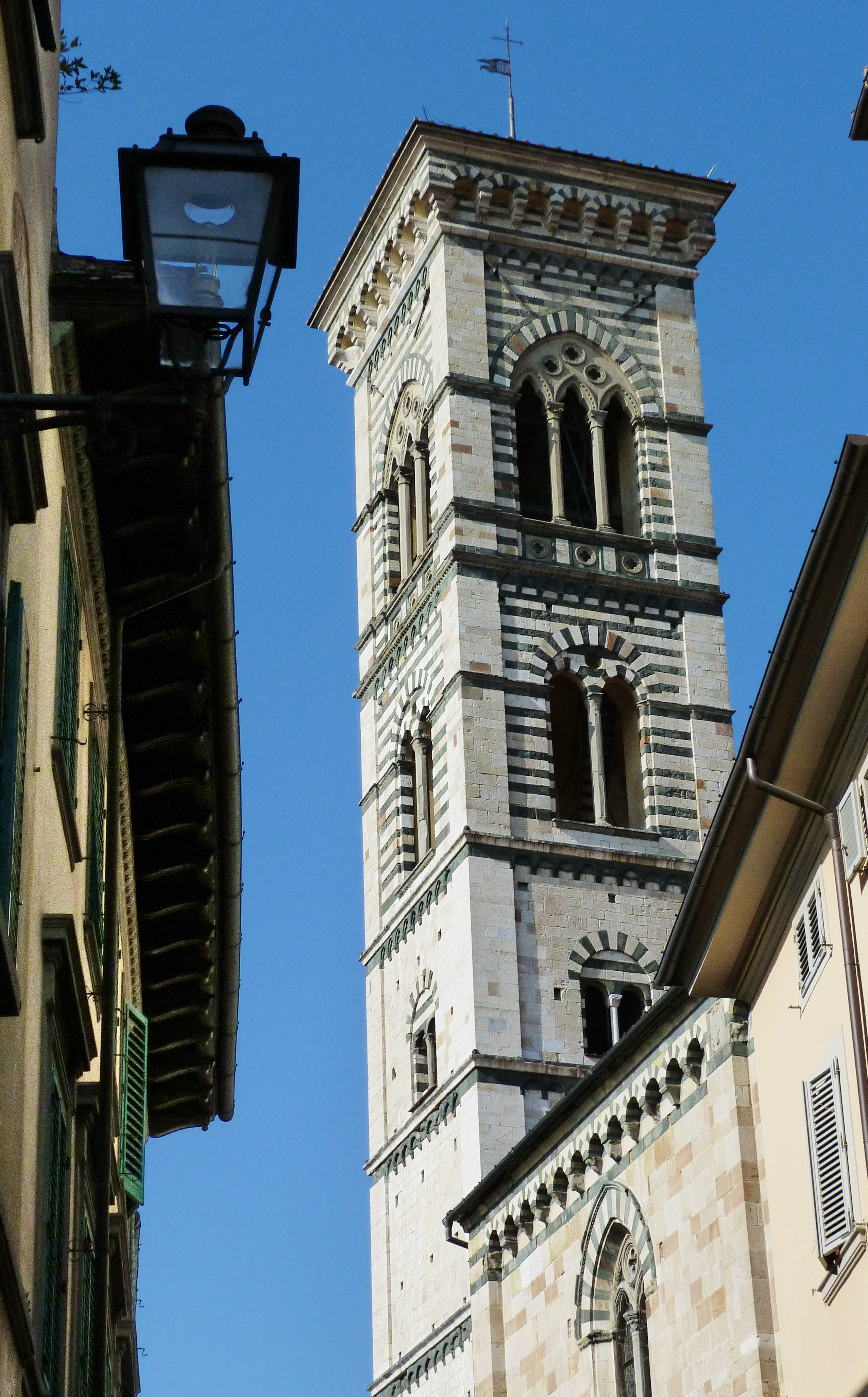
Кампанила
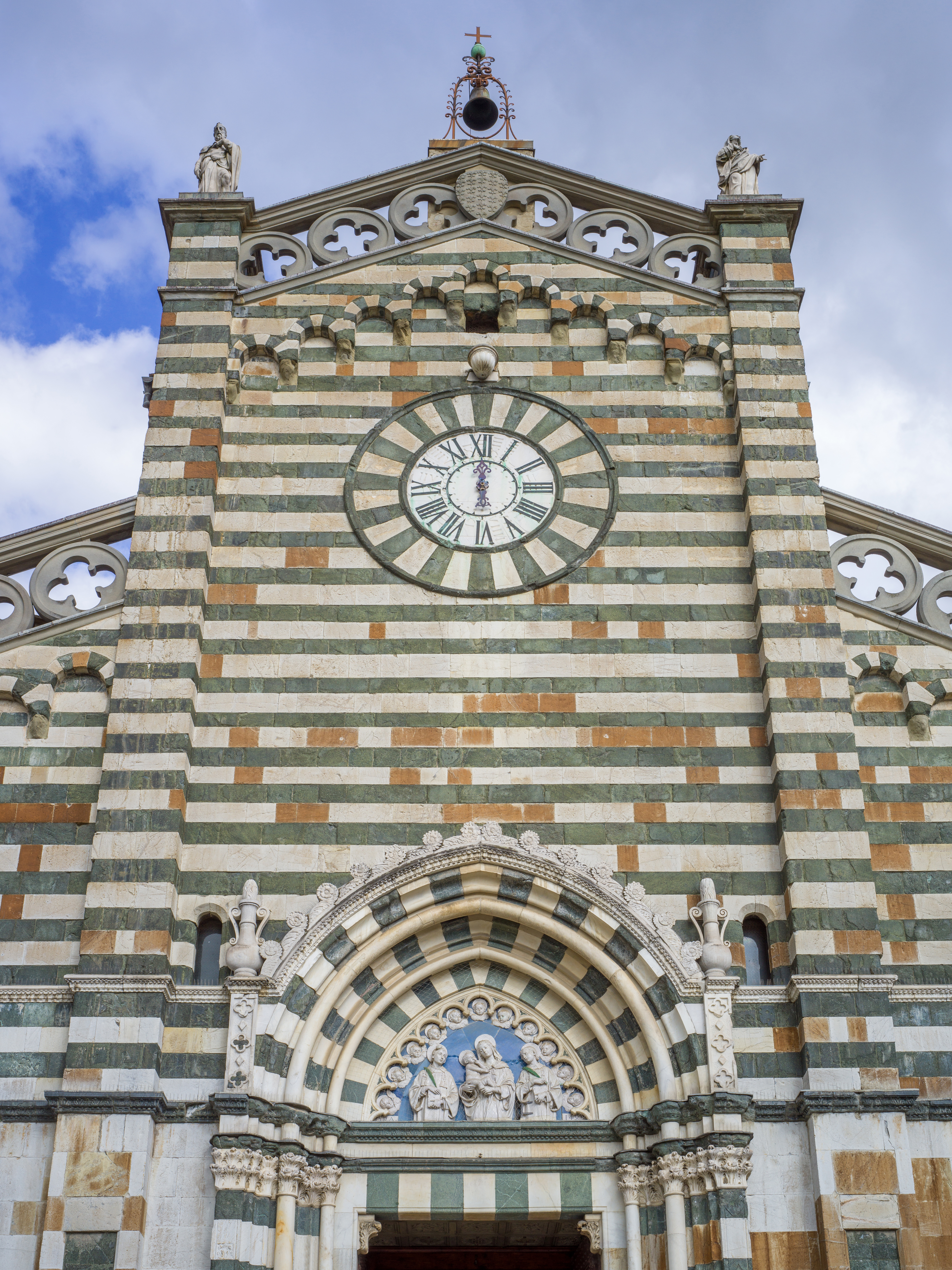
Главный фасад
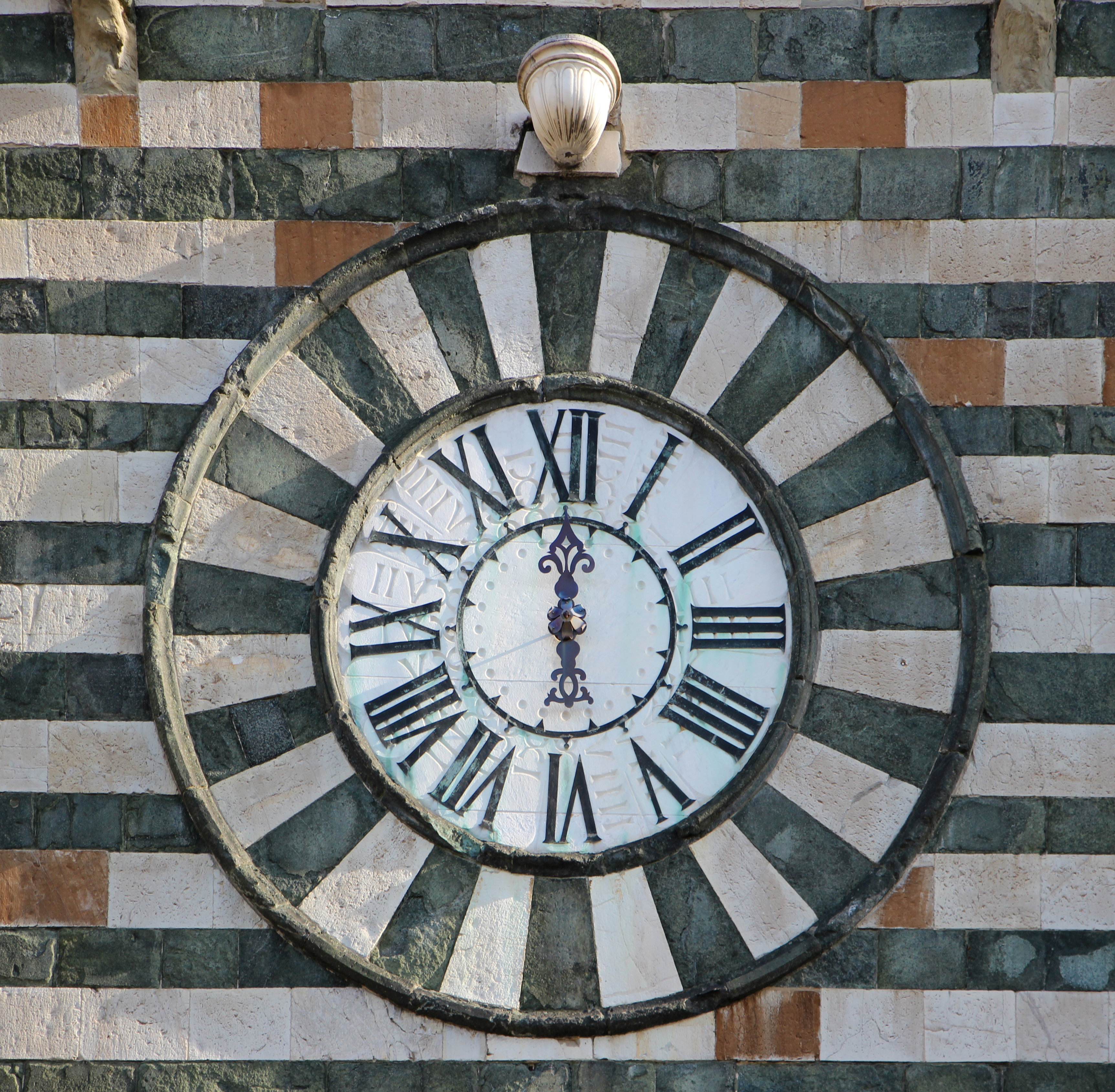
Часы на фасаде Собора
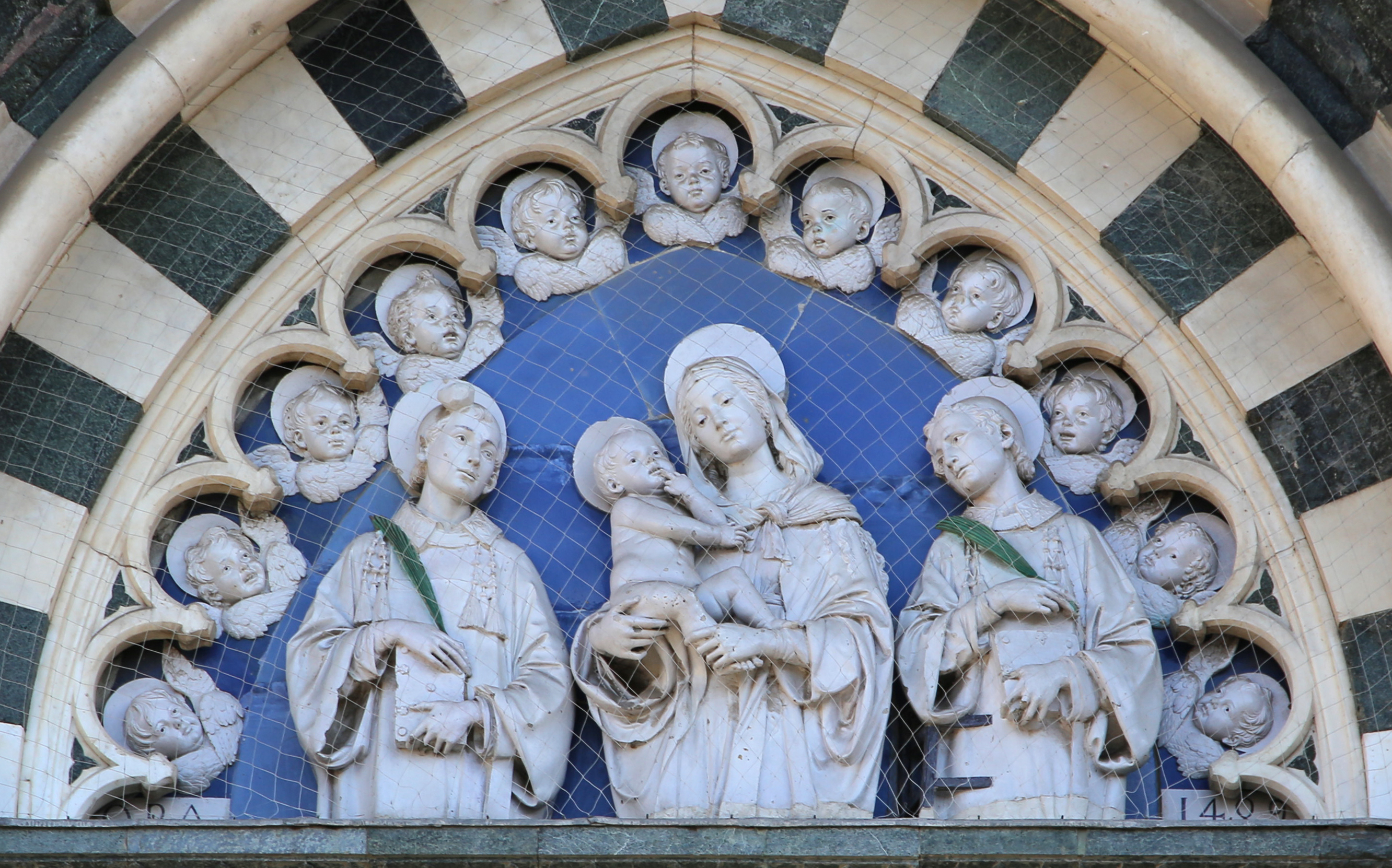
Люнет портала. Мадонна с Младенцем между святыми Стефаном и Лаврентием. Мастерская Андреа делла Роббиа. 1489. Майолика
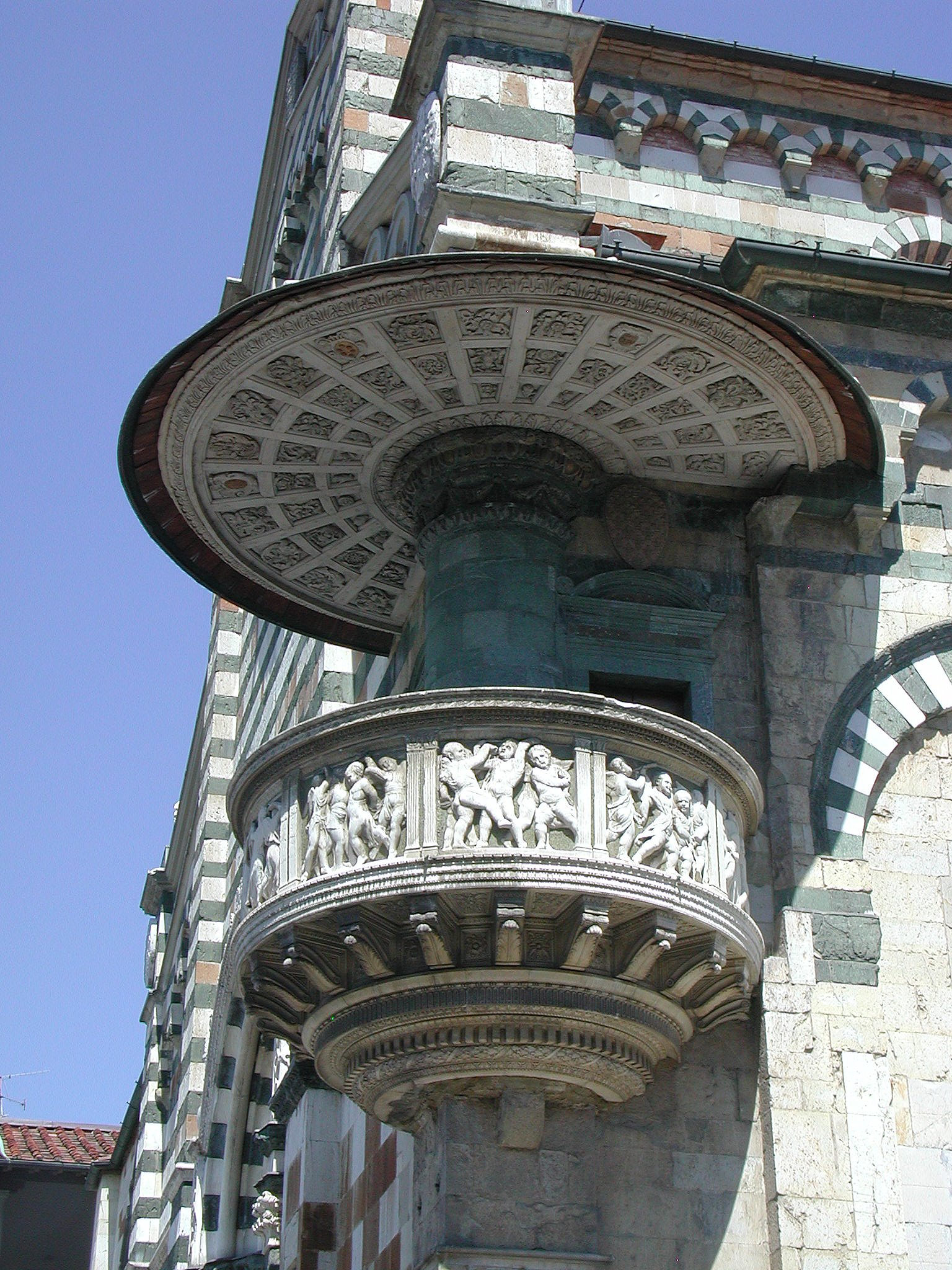
Внешняя кафедра (пульпит)
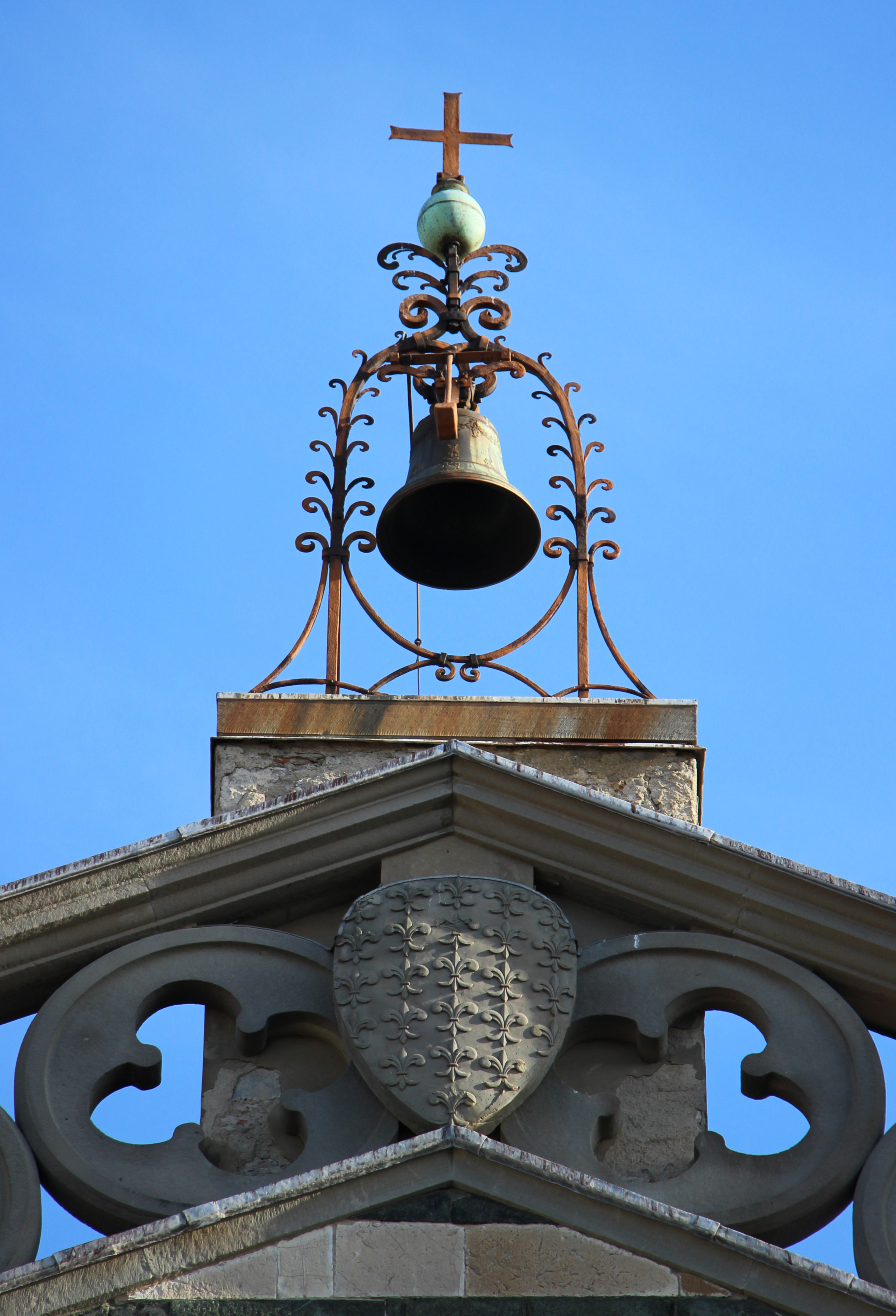
Большой колокол. 1830
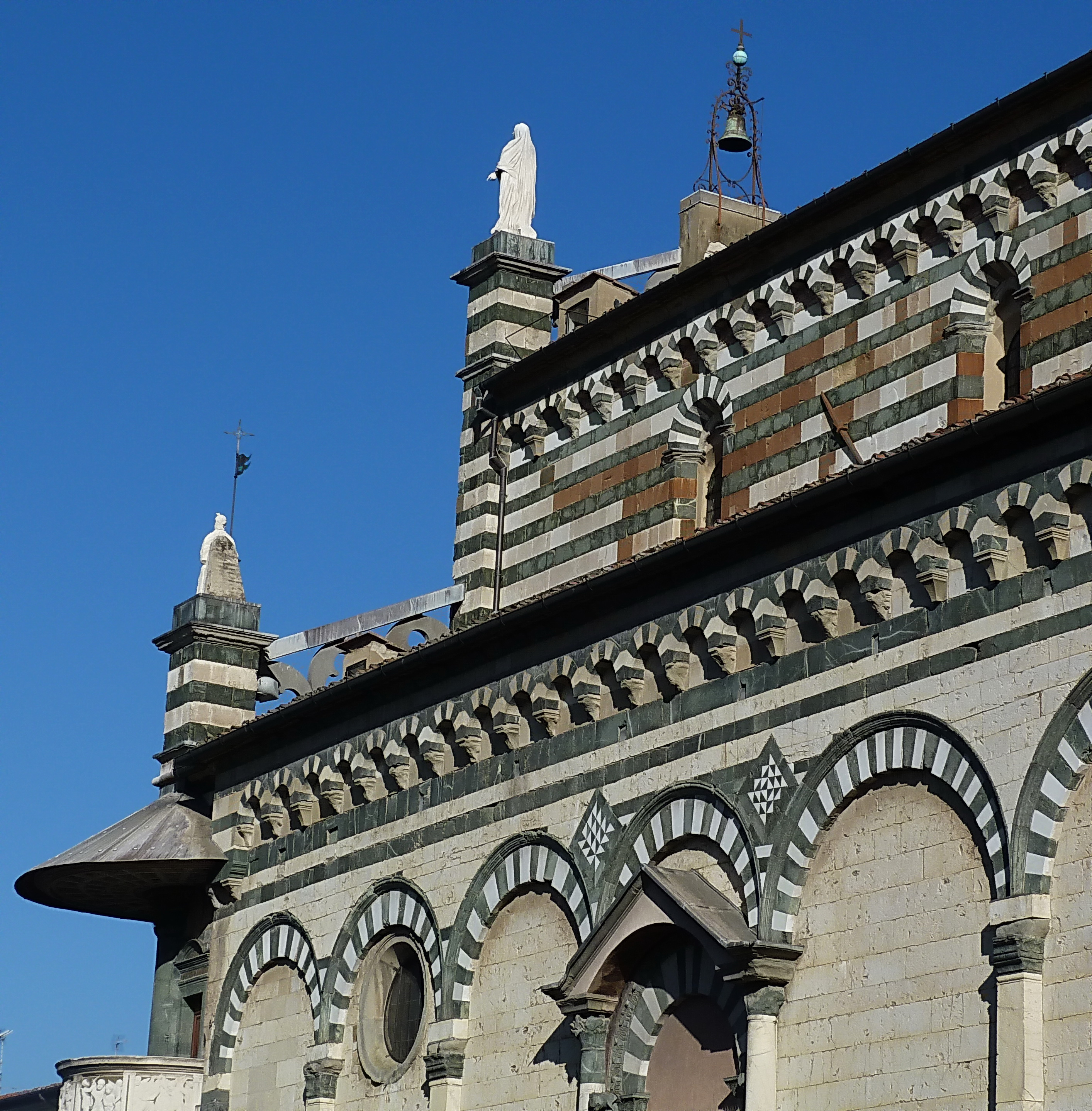
Деталь бокового фасада
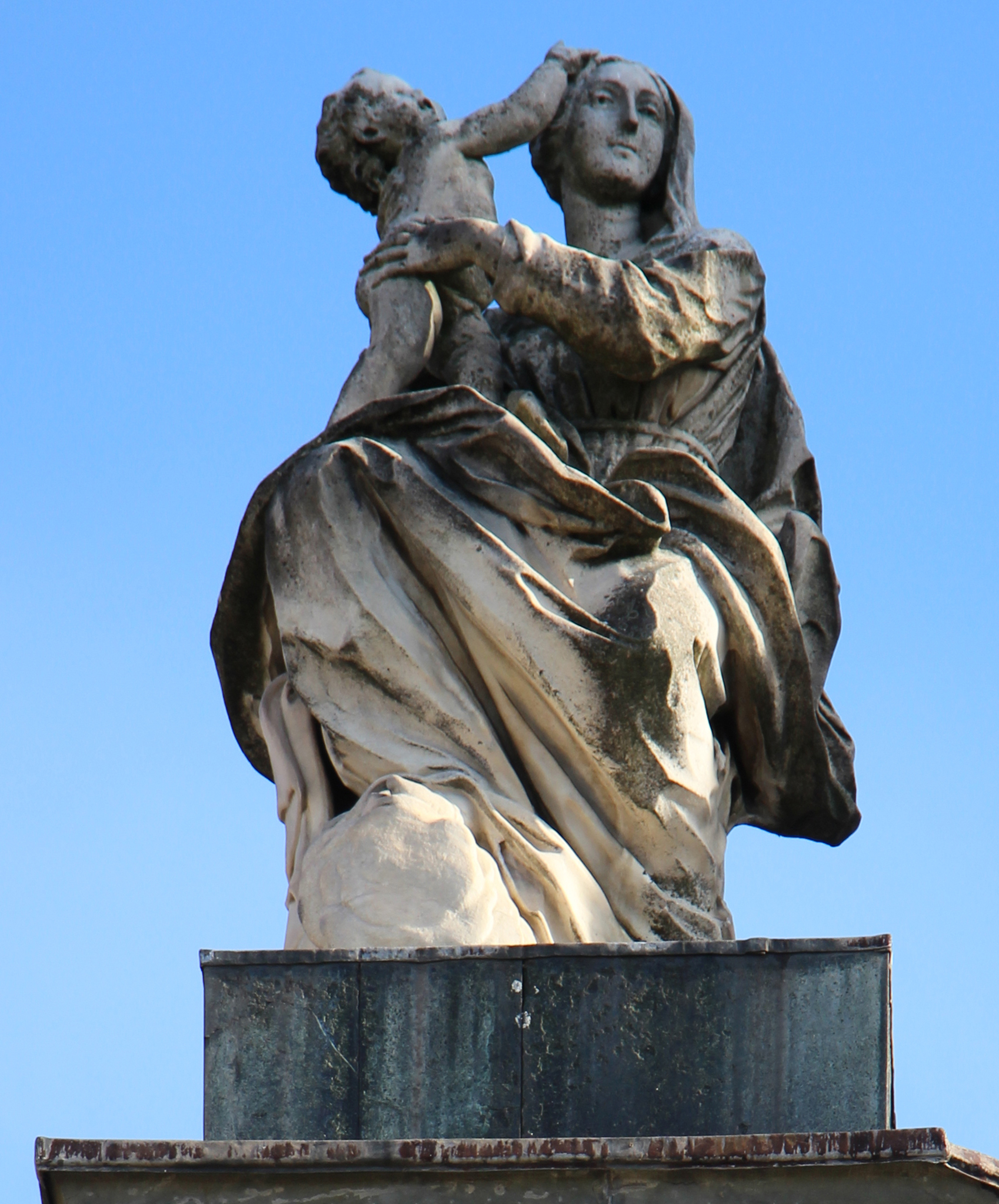
Святая Анна с младенцем Марией. Скульптура фасада. Ок. 1830
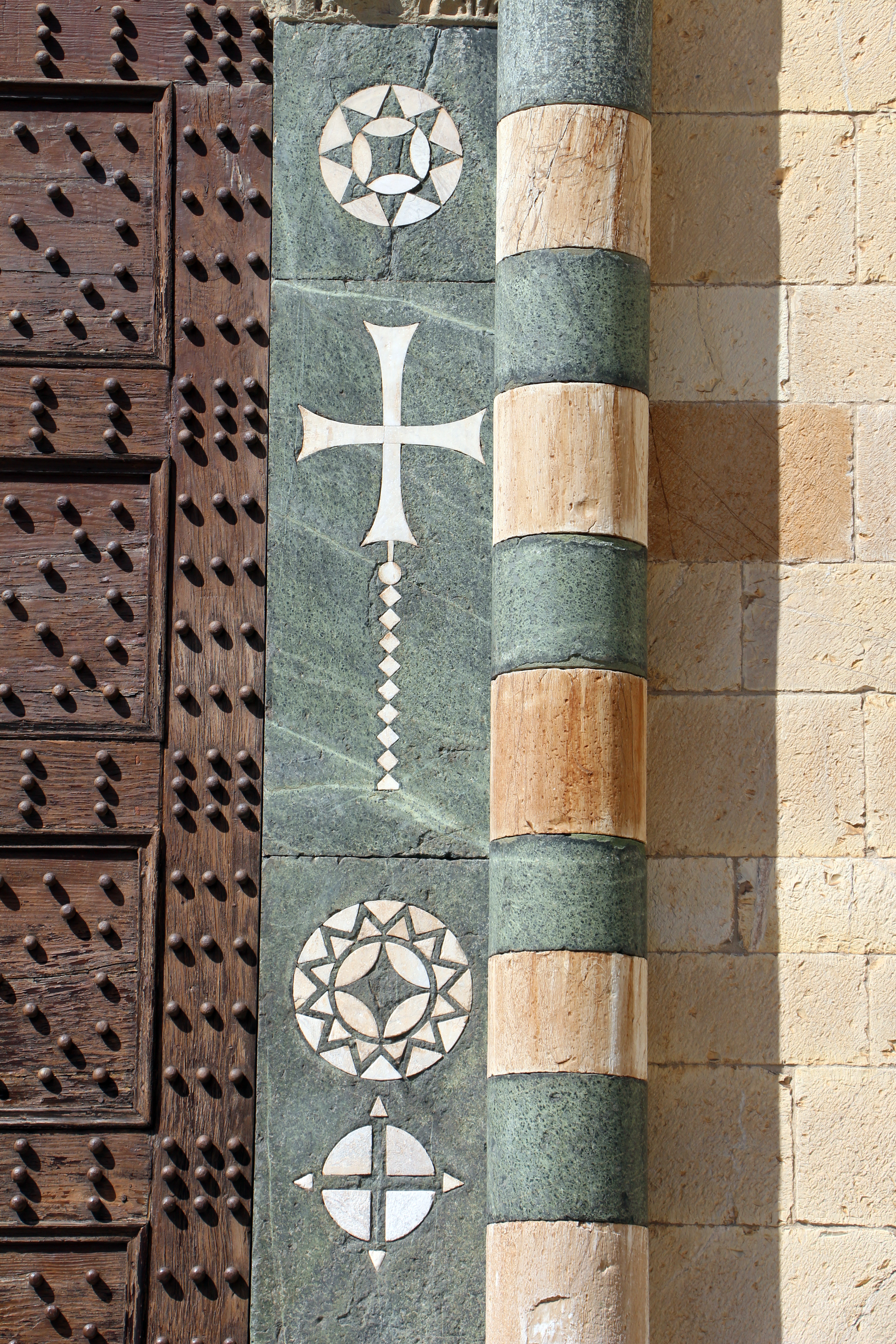
Инкрустации портала

## Интерьер
Собор имеет план в виде латинского креста и, несмотря на многочисленные вмешательства, план не изменился: три романских нефа начала XIII века разделены большими арками на зелёных серпентиновых колоннах с изящными капителями работы Гвидетто да Комо (ит.). Над арками на стенах повторяется чередование мраморных полос. Цилиндрический свод центрального нефа с люнетами построен в XVII веке по проекту Фердинандо Такки. Внутренние рамы окон выполнены в стиле барокко.
Стены главной апсиды украшены фресками с историями святого Стефана и святого Иоанна Крестителя, завершёнными в 1465 году, — самым известным циклом работы фра Филиппо Липпи. Иконография расписного витража центральной апсиды тесно связана с иконографической программой, реализованной во фресках, посвящённых историям святого Стефана (левая стена) и историям святого Иоанна Крестителя (правая стена). По сторонам окна находятся фрески с изображением святого Альберта, основателя ордена кармелитов, и святого Иоанна Гуальберта, основателя ордена валломброзиан.
Пресвитерий в его нынешнем виде был построен в 2012 году художником Робертом Моррисом. Три основных предмета мебели являются его работами: епископский стул с сиденьем из каррарского мрамора и бронзовой спинкой, расположенный над лестницей; главный алтарь на нижнем уровне, под триумфальной аркой и выполненный из цельного блока каррарского мрамора; кафедра, полностью выполненная из бронзы, характерной формы, напоминающей плащ, с несколькими камнями у основания, которые призваны напоминать о мученичестве святого Стефана. За новым пресвитерием находится главный алтарь в стиле барокко из полихромного мрамора, увенчанный внушительным бронзовым распятием работы Фердинандо Такки (1653).
Под предпоследней аркой между центральным и левым боковым нефом находится изящная кафедра эпохи Возрождения из белого мрамора (1469—1473) в форме чаши с основанием, украшенным сфинксами, созданная Мазо ди Бартоломео (ит.), Паскуино да Монтепульчано (ит.) и другими. Парапет кафедры украшен рельефами с яркой росписью работы Антонио Росселлино и Мино да Фьезоле, на которых изображены Вознесение Девы Марии, истории святого Стефана и Иоанна Крестителя. Напротив, в противоположном проходе, установлен бронзовый канделябр работы Мазо ди Бартоломео, созданный в 1440 году, из которого выходят подобия семи стеблей растений. Бронзовая модель канделябра экспонируется в Бостонском музее изящных искусств. Мазо также создал внутреннюю террасу на контрфасаде, на дальнем плане которой находится ценная картина «Вознесение Девы Марии» работы Давида и Ридольфо дель Гирландайо.
Перед Капеллой Святого Пояса (Cappella del Sacro Cingolo) находится небольшое деревянное Распятие, отличающееся большой выразительностью, вероятно, самая известная работа Джованни Пизано.

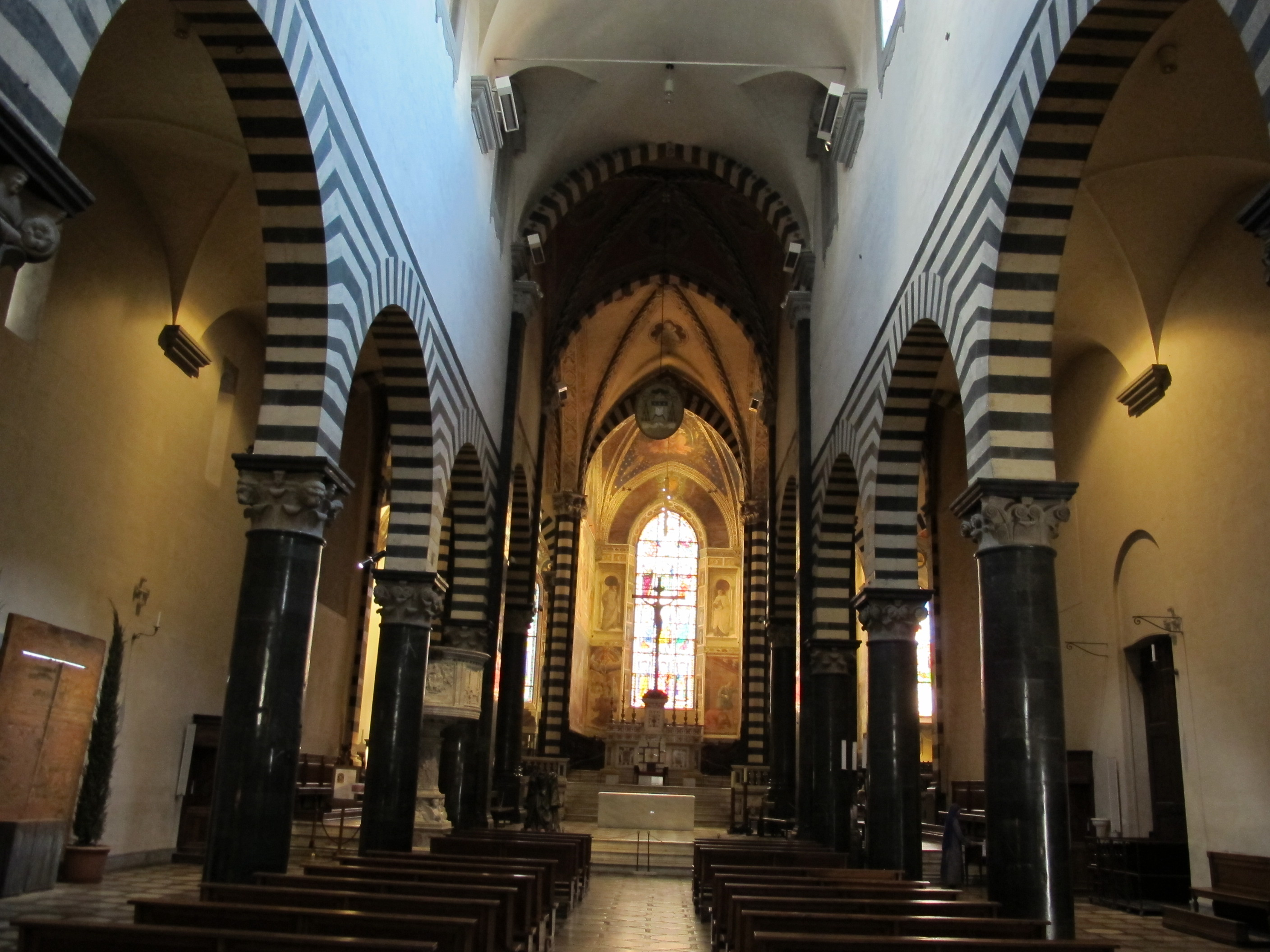
Интерьер
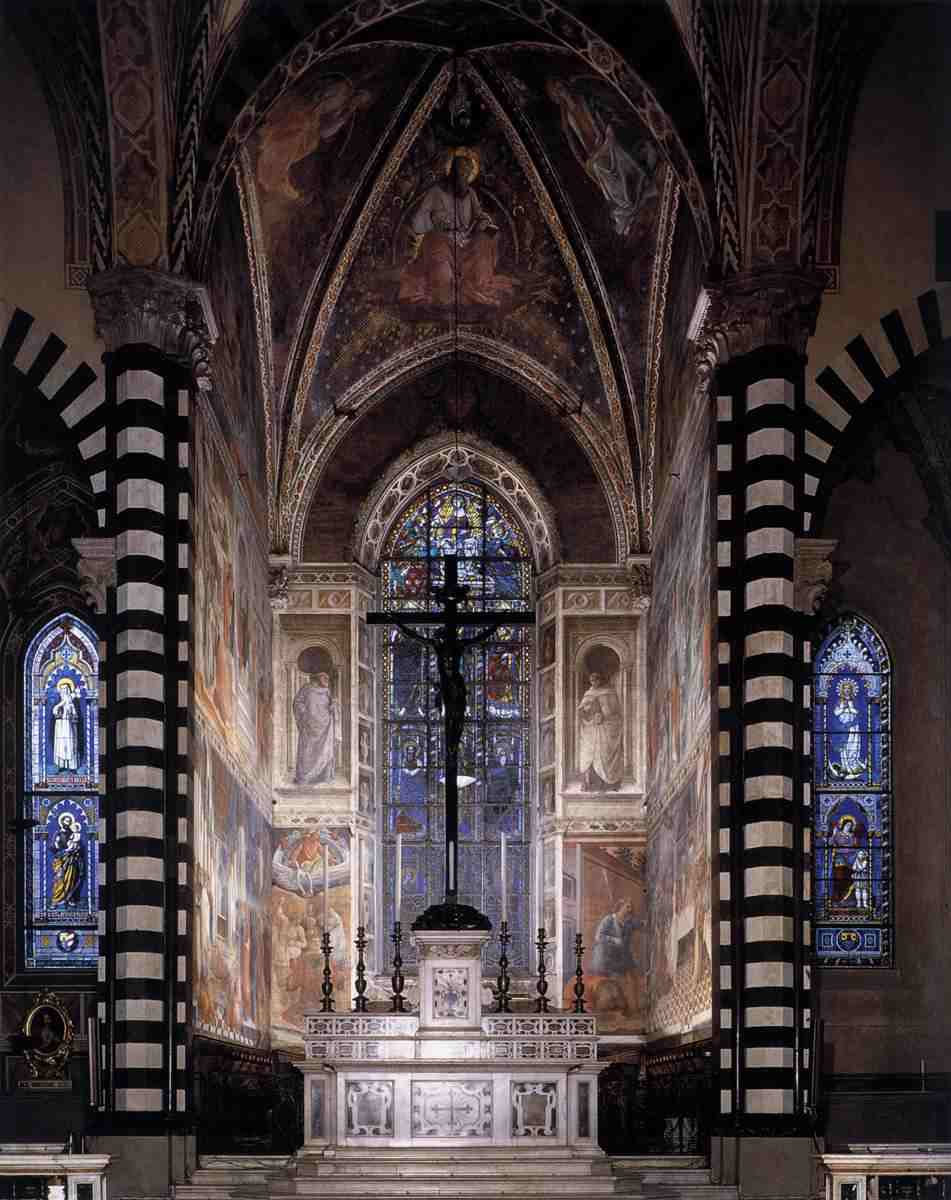
Центральная апсида и главный алтарь
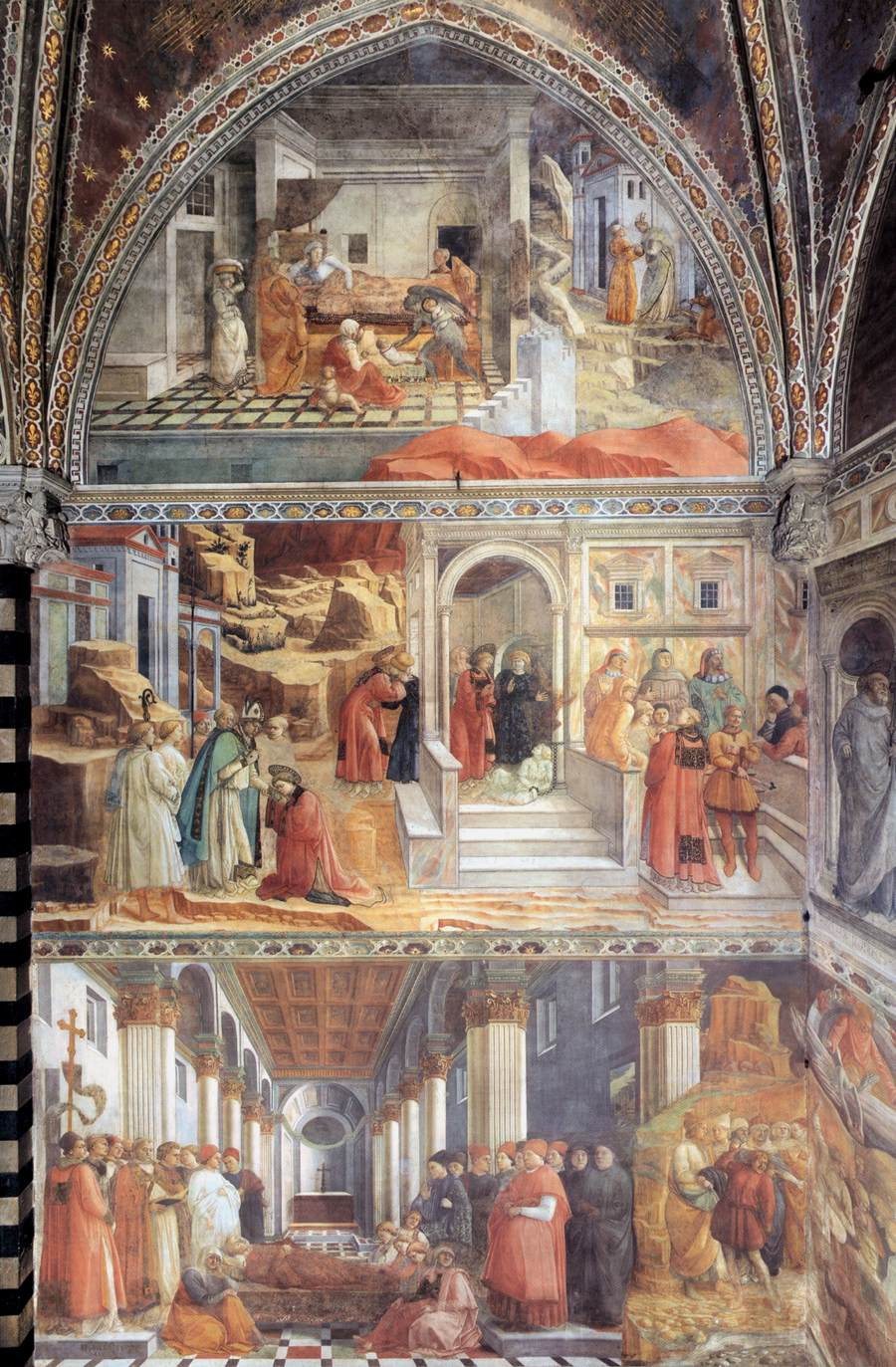
Фрески левой стороны: фра Филиппо Липпи. История Святого Стефана. Между 1452 и 1465
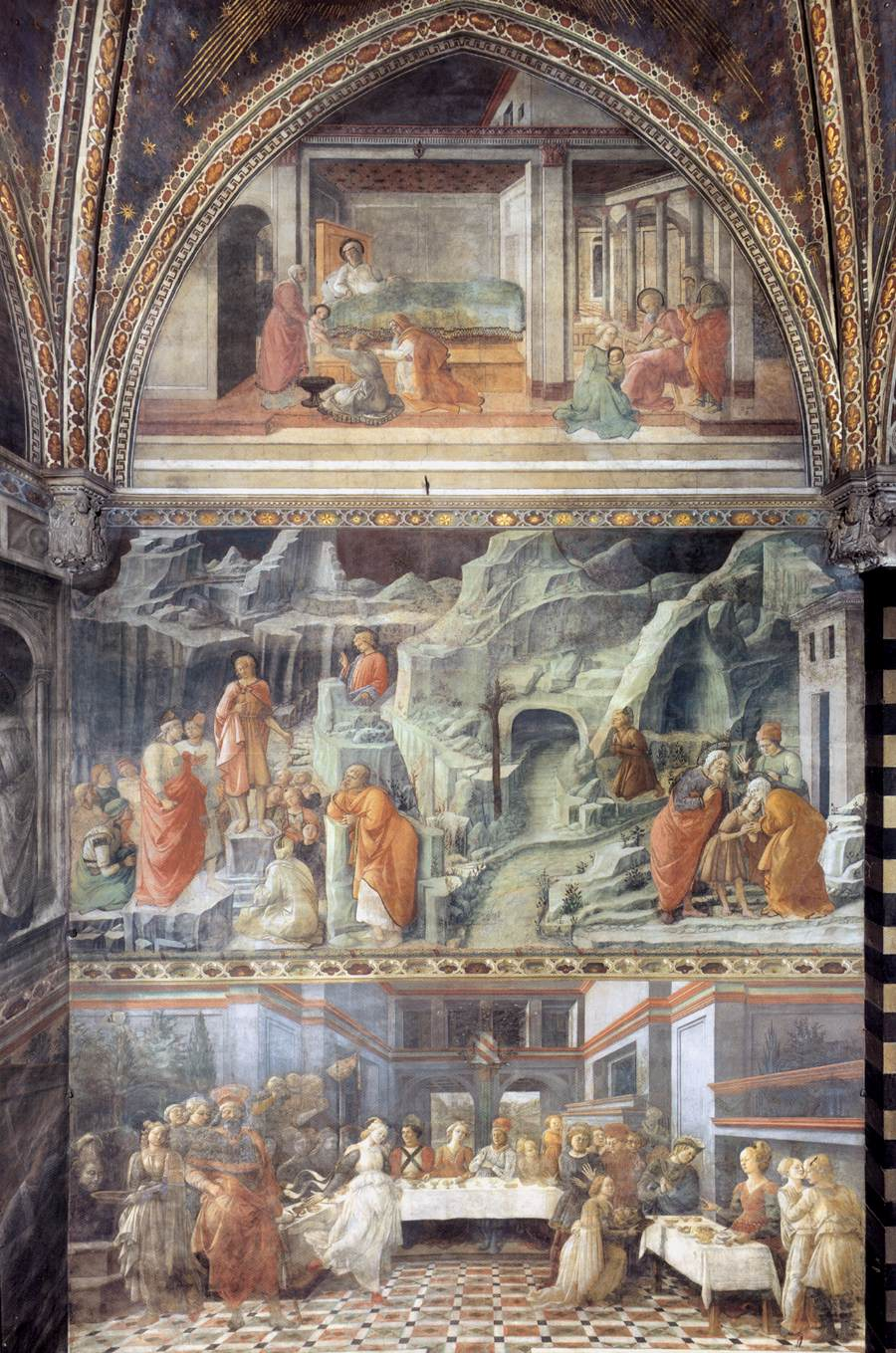
Фрески правой стороны: фра Филиппо Липпи. История Святого Иоанна Крестителя. Между 1452 и 1465
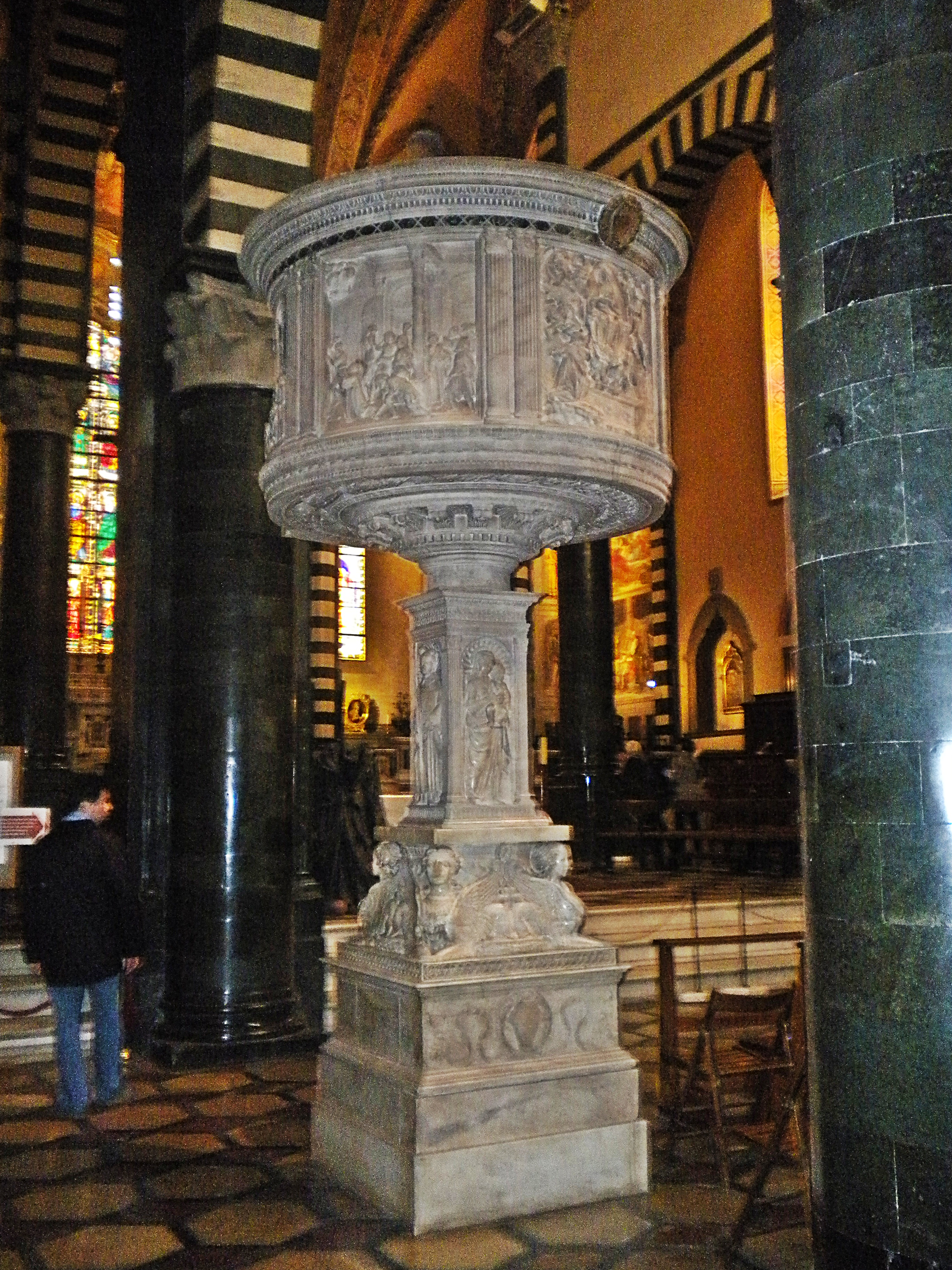
Внутренняя кафедра. 1469-1473
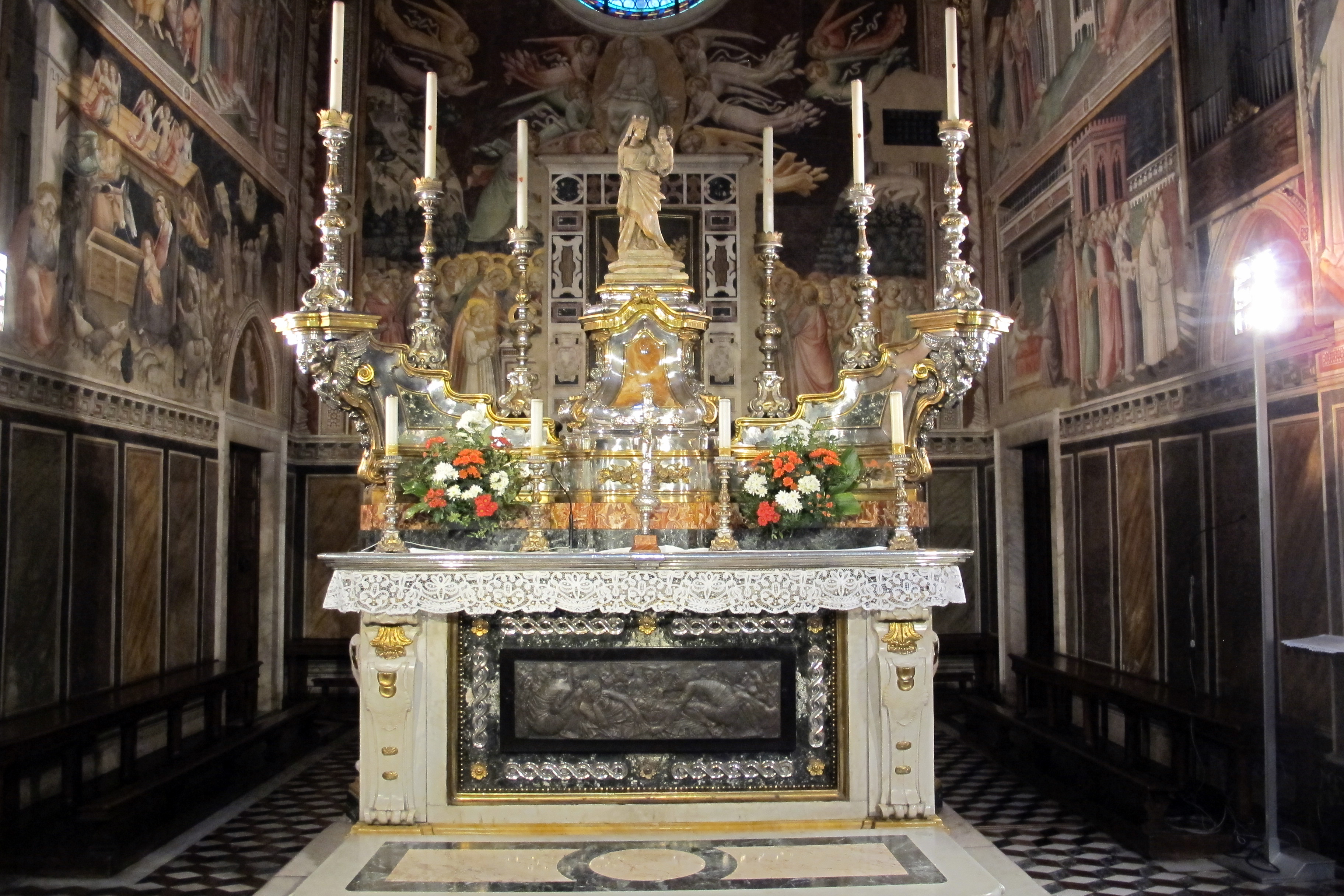
Капелла Святого пояса
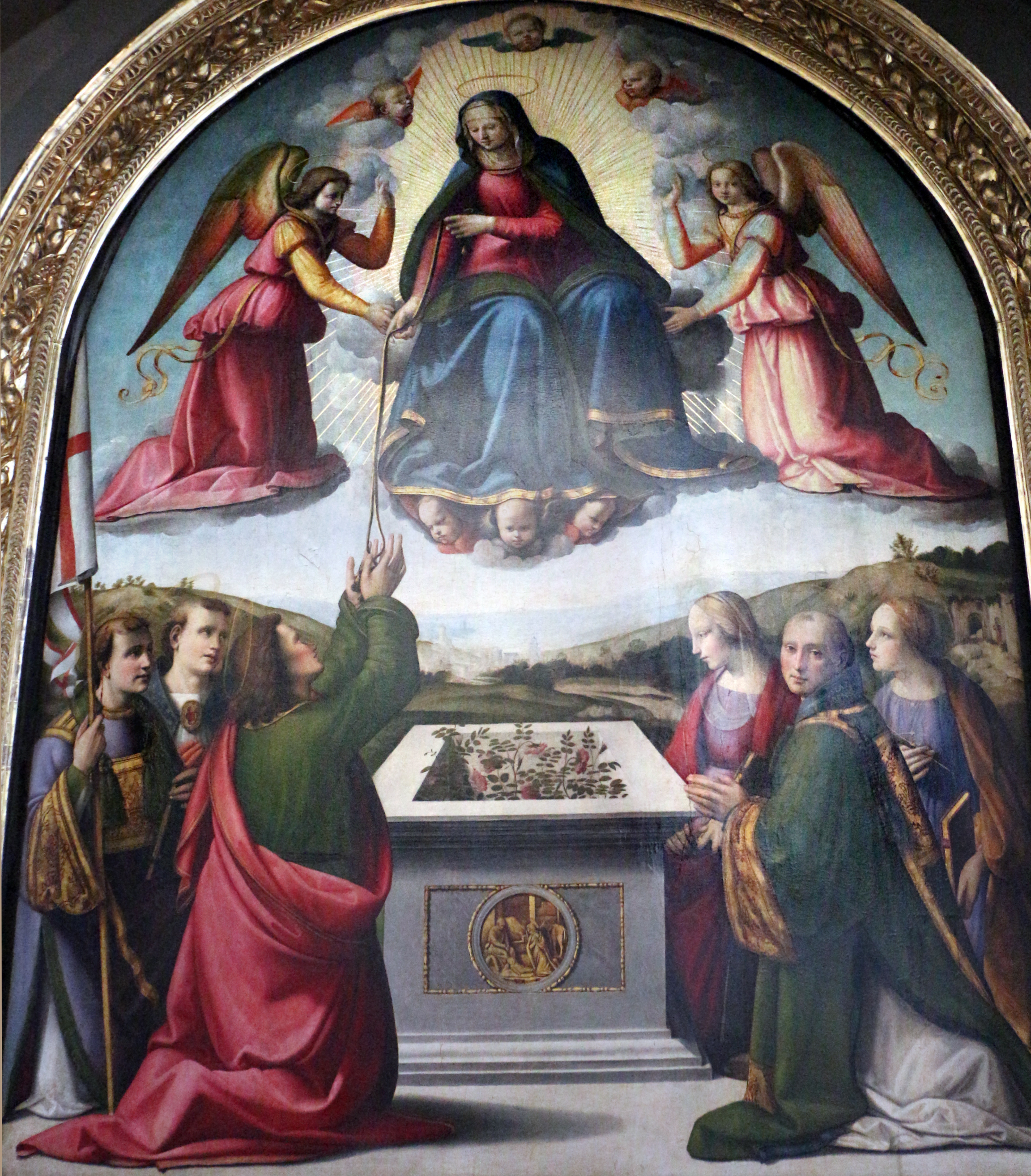
Ридольфо дель Гирландайо. Мадонна пояса. Ок. 1508
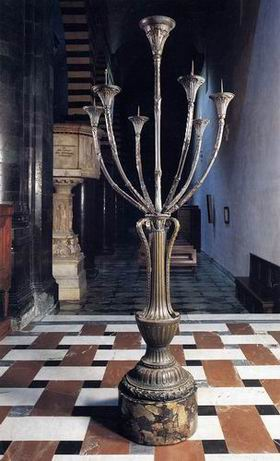
Канделябр. 1440. Бронза

Огромный трансепт XIV века, традиционно приписывается Джованни Пизано, который в любом случае является блестящей работой его круга (возможно, ученика Николы Пизано). В трансепте пять высоких крестовых сводов соответствуют такому же количеству капелл, разделённых высокими поясчатыми полустолпами с фигурными кронштейнами. Справа от трансепта находится табернакль Мадонны дель Оливо работы братьев Да Майано: Мадонна с Младенцем (1480) из терракоты является работой Бенедетто. В левом трансепте над входным порталом сакристии находится надгробный памятник Карло Медичи — мраморная скульптура Винченцо Данти 1564 года.